# ABBA (album)
ABBA címmel jelent meg a svéd ABBA együttes harmadik stúdióalbuma 1975-ben.
A rajongók körében "A limuzinos album" (a lemezborítón az együttes tagjai egy limuzinban pezsgőznek) néven vált ismertté a lemez.
A Waterloo dal Eurovíziós sikerét követően az együttes egyre nagyobb nemzetközi elismerést és népszerűséget tapasztalt maga körül. Az I Do, I Do, I Do, I Do, I Do daluk a toplisták élére ugrott Ausztráliában, később ugyanez történt a Mamma Mia dallal is. Az SOS és a Mamma Mia slágerré váltak mind az Egyesült Államokban, mind pedig az Egyesült Királyságban.
Az albumot CD-n először 1987-ben adták ki Nyugat-Németországban, később világszerte.
Svédországban 1988-ban jelent meg CD-n az album az eredeti 11 dallal. Később további három alkalommal került a zenei piacra digitálisan javított minőségben, először 1997-ben, majd 2001-ben, végül pedig 2005-ben az "ABBA-Összes stúdióalbum" szett megjelenésekor.

## Dalok listája
A oldal:
1. Mamma Mia (Andersson, Stig Anderson, Ulvaeus) – 3:32
2. Hey, Hey Helen (Andersson, Ulvaeus) – 3:17
3. Tropical Loveland (Andersson, Anderson, Ulvaeus) – 3:06
4. SOS (Andersson, Anderson, Ulvaeus) – 3:23
5. Man in the Middle (Andersson, Ulvaeus) – 3:03
6. Bang-A-Boomerang (Andersson, Anderson, Ulvaeus) – 3:04

 B oldal:
1. I Do, I Do, I Do, I Do, I Do (Andersson, Anderson, Ulvaeus) – 3:17
2. Rock Me (Andersson, Ulvaeus) – 3:06
3. Intermezzo No. 1 (Andersson, Ulvaeus) – 3:48
4. I've Been Waiting For You (Andersson, Anderson, Ulvaeus) – 3:41
5. So Long (Andersson, Ulvaeus) – 3:06

## Kislemezek
1. So Long/I've Been Waiting for You (1974 november)
2. I've Been Waiting For You/King Kong Song (1974 november) (csak Ausztráliában)
3. I Do, I Do, I Do, I Do, I Do/Rock Me (1975 április)
4. SOS/Man in the Middle (1975 június)
5. Mamma Mia/Intermezzo No. 1 (1975 augusztus)
6. Bang-A-Boomerang/Intermezzo No. 1 (1975) (csak Franciaországban)
7. Rock Me (1976) (Ausztrália, Új-Zéland és Jugoszlávia)

## Nem album dalok
- "Baby"

A dalt 1974 október 18-án a Glen Stúdióban vették fel, majd végül a dal szövegét újra írták, és Rock Me lett a címe. A Baby először CD-n jelent meg a Thank You For The Music Box részeként.
- "Crazy World"

A dalt 1974 október 16-án rögzítették a Glen Stúdióban, mely végül nem került kiadásra. A dal végül a Money, Money, Money kislemez B oldalán jelent meg. 
- "Here Comes Ruby Jamie"

A dalt 1974 szeptember 16-án vették fel a Glen Stúdióban. A dalban Benny Andersson énekel. A dal a Thank You For The Music részeként jelent meg.
- "Medley: Pick a Bale of Cotton/On Top of Old Smokey/Midnight Special"

A dalt 1975 május 6-án rögzítették a Glen Stúdióban. A dal eredetileg az 1975-ös Stars Im Zeichen Eines Guten Sterns című német jótékonysági albumon jelent meg. A dal az 1978-ban megjelent Summer Night City című kislemez B oldalán szerepelt, kis változtatással, melyet tévesen remixként neveztek. 
- "Rikky Rock 'N' Roller"

A dalt 1974 szeptember 15-én rögzítették a Glen Stúdióban, mely először CD-n jelent meg a Thank You For The Music részeként. A dalt 1976-ban Jerry Williams is kiadta.

## Slágerlistás helyezések

### Album
| Slágerlista (1975)                           | Legmagasabb helyezések |
| -------------------------------------------- | ---------------------- |
| Australia Albums (Kent Music Report)         | 1                      |
| Hollandia (Dutch Charts Album Top 100)       | 3                      |
| Új-Zéland (Recorded Music NZ Top 40 Albums)  | 3                      |
| Norvégia (VG-lista Album Top 40)             | 1                      |
| Svédország (Sverigetopplistan Top 60 Albums) | 1                      |
| Egyesült Királyság (UK Albums Chart)         | 13                     |
| USA Billboard 200                            | 174                    |

### Kislemezek
| Év   | Dal                            | Slágerlista                  | Helyezések |
| ---- | ------------------------------ | ---------------------------- | ---------- |
| 1974 | "So Long"                      | Brit kislemezlista           | 91         |
| 1975 | "I Do, I Do, I Do, I Do, I Do" | UK Singles Chart             | 38         |
| 1975 | "I Do, I Do, I Do, I Do, I Do" | Norwegian Singles Chart      | 2          |
| 1975 | "I Do, I Do, I Do, I Do, I Do" | Billboard Hot 100            | 15         |
| 1975 | "I Do, I Do, I Do, I Do, I Do" | Billboard Adult Contemporary | 8          |
| 1975 | "SOS"                          | UK Singles Chart             | 6          |
| 1975 | "SOS"                          | Norwegian Singles Chart      | 2          |
| 1975 | "SOS"                          | Billboard Hot 100            | 15         |
| 1975 | "SOS"                          | Billboard Adult Contemporary | 19         |
| 1975 | "SOS"                          | RPM Top 100 Singles          | 6          |
| 1975 | "Mamma Mia"                    | UK Singles Chart             | 1          |
| 1975 | "Mamma Mia"                    | Norwegian Singles Chart      | 2          |
| 1976 | "Mamma Mia"                    | Billboard Hot 100            | 32         |
| 1976 | "Mamma Mia"                    | Billboard Adult Contemporary | 12         |
| 1976 | "Mamma Mia"                    | RPM Singles                  | 8          |

## Minősítések
| Ország                          | Minősítés | Eladások |
| ------------------------------- | --------- | -------- |
| Ausztrália ARIA                 |           | 570.000  |
| Finnország ((Musiikkituottajat) | Arany     | 25.358   |
| Hongkong (IFPI Hongkong)        | arany     | 10.000   |
| Egyesült Királyság (BPI)        | arany     | 100.000  |
| Svédország ((GLF)               |           | 474.642  |

## Közreműködő előadók
- Benny Andersson – szintetizátor, zongora, billentyűs hangszer, vokál
- Agnetha Fältskog – vokál
- Anni-Frid Lyngstad – vokál
- Björn Ulvaeus – gitár, vokál
- Ulf Andersson – altszaxofon, tenorszaxofon
- Ola Brunkert – Dob
- Bruno Glenmark – trombita
- Rutger Gunnarsson – basszusgitár
- Roger Palm – dob
- Janne Schaffer – gitár
- Finn Sjoberg – gitár
- Bjorn Utvous – gitár
- Mike Watson – basszus
- Lasse Wellander – gitár